# 韓運
韓運（？—？），籍贯不详，中华民国商人，察南自治政府官员。

## 生平
韓運原来曾经在大连经商。1937年9月4日察南自治政府成立，政务委员由于品卿、杜运宇、阮子南、白奎祥（白聚五）、释缘智、韓運、鄭仁齋、韓玉峯担任。